# Laphris
Laphris es un género de insecto coleóptero de la familia Chrysomelidae.

## Especies
Las especies de este género son:
- Laphris apophysata Yang, 1993
- Laphris collaris Yang in Yang, 1992
- Laphris collaris Yang, 1993
- Laphris emarginata (Baly, 1864)
- Laphris sexplagiata Laboissiere, 1934
- Laphris tricuspidata Yang, 1993